# Basile Horeau
Pour les articles homonymes, voir Horeau.
Basile Horeau, né à La Jumellière le 13 juillet 1737 et mort le 29 janvier 1830 à Château-Gontier, est un homme d'Église français.

## Biographie

### Origine
Il est le fils de de Jean Horeau et de Catherine Cailleau, cultivateurs. À 8 ans, il alla commencer ses études au collège de Château-Gontier dont le principal, Pierre Marais, était son parent. Il se fit remarquer tout jeune, et montra de bonne heure des dispositions pour l'état ecclésiastique.
On l'envoya au séminaire d'Angers d'où il sortit prêtre, pour revenir, après quelque mois de vicariat, à son collège de Château-Gontier d'abord professeur, puis en 1760 sous-principal.
Un voyage qu'il fit à Paris pour défendre les intérêts de la maison établirent sa réputation comme négociateur. On le reçut en triomphe. À la mort de Gilles Marais, (4 mai 1778), la ville de Château-Gontier n'hésita pas à lui confier la direction du collège. Il obtint aussi les deux chapelles de Saint-Antoine à Fromentières et de Sainte-Barbe à Meslay-du-Maine que tenait le défunt, son grand-oncle.

### Révolution française
Le collège délégua une petite députation qui alla haranguer la réunion électorale à Laval, le 6 juin 1790. Mais le principal se garda d'en faire partie lui-même et son absence était significative. Les sollicitations de Pierre-Jean Sourdille de la Valette, son ancien élève, et de plusieurs de ses amis n'obtinrent point qu'il fit aucune offre de serment à la Constitution civile du clergé.
Aux vacances de 1792, il se retira et chercha asile tantôt au château de Neuville (Saint-Sulpice), chez les Demoiselles Marais, tantôt au château de la Cour de Fromentières, chez Mme Pouteau de Brive.
Prêtre réfractaire, il est arrêté le 22 mars 1793 sur l'ordre de la municipalité de Château-Gontier, la Garde nationale le conduisit garrotté à Laval et l'écroua au Monastère de Patience de Laval. Le 22 octobre 1793, il fit partie du convoi lors de l'Évacuation de Laval.
Le convoi arrive le 26 novembre 1793, à Rambouillet où les prêtres sont emprisonnés dans des conditions misérables pendant deux hivers. L'Abbé Angot indique : Dans les prisons fétides où on les entassa et où se déclara bientôt la dysenterie, l'abbé Horeau, toujours fort, courageux, d'une humeur égale et gaie, se prodigua pour ses confrères ; il leur obtint des adoucissements de la part du geôlier qui, par une singulière coïncidence, portait le même nom que lui. Rendu à la liberté, après la mort de Robespierre, le 23 mars 1795, il se hâta de revenir au pays. Quand reprit la recherche des prêtres lors de la période de 1797 à 1800, il sut malgré l'activité des recherches dirigées contre lui éviter une nouvelle détention.

### XIXesiècle
En 1801, Basile Horeau s'attache à la paroisse délaissée de Saint-Fort. Pierre Mahier, maire de Château-Gontier, lui demande dès 1803 de relever le collège et passe un traité en vertu duquel l'ancien principal s'engage à remettre en état à ses frais la vieille maison du Geneteil et les bâtiments du collège. Blaise Horeau accepte la mission de relever le collège le 2 juillet 1803. La rentrée se fit au mois d'octobre 1803. En deux ans, tout était réparé et les classes comptaient 121 élèves avec 9 professeurs. Le premier article du règlement était : « les élèves qui entrent ici doivent avant tout se proposer d'avancer dans la piété, en même temps qu'ils cultivent leur esprit par l'étude. » En 1805, la maison comptait 121 élèves instruits par 9 professeurs ; ils sont 300 en 1810. Deux bâtiments nouveaux sont construits.
L'affiliation à l'Université en 1810 est difficilement accepté. C'est l'origine de plusieurs conséquences : licenciement des classes de rhétorique et de philosophie, port obligatoire de l'uniforme militaire, etc. Le nombre des élèves tombe à 198. Horeau donne sa démission en 1815 pour prévenir les poursuites que ne pouvait manquer d'occasionner la participation de 40 des grands élèves au soulèvement royaliste. Le nombre d'élèves se relève à 292 sous la Seconde Restauration.
La Seconde Restauration favorisa le développement du collège. Basile Horeau fait fonder à ses frais le petit Séminaire de Précigné où il envoya un groupe d'élèves avec trois professeurs et qu'il céda à titre gratuit au Diocèse du Mans autorisé par ordonnance du 31 janvier 1818. L'établissement devint collège mixte de plein exercice, avec faculté de recevoir des externes, et exemption de la rétribution universitaire pour les élèves ecclésiastiques, en 1825. Lors des ordonnances de 1828, les professeurs déclarent n'avoir pas l'honneur d'appartenir à une congrégation religieuse. Blaise Horeau meurt le 29 janvier 1830.

## Postérité
« Tous ceux qui l'ont connu, tous ceux surtout qui ont eu le bonheur d'avoir été ses élèves, béniront sa mémoire et conserveront le précieux souvenir de sa bonté, de sa douceur et de son inépuisable bienveillance. »

— Les Annonces de Laval
Il fut enterré dans le cimetière de Saint-Avertin, d'où ses restes ont été transférés dans la chapelle du collège vers 1836. Il était Chevalier de la Légion d'honneur le 11 septembre 1827. La croix lui fut remise le 11 décembre 1827 par le président du tribunal de Château-Gontier Coustard de Souvré en présence de quatre chevaliers de l'Ordre, de M. le sous-préfet, d'un adjoint, du clergé de la ville, des professeurs et de tous les élèves.
David d'Angers a sculpté son buste en marbre en 1834,. Il était au début du XXe siècle au parloir du grand séminaire catholique de Laval, il se trouve maintenant à l'évêché de Laval. Le petit séminaire de Précigné conserve une volumineuse correspondance de son fondateur.

### Sources et bibliographie
- « Basile Horeau », dans Alphonse-Victor Angot et Ferdinand Gaugain, Dictionnaire historique, topographique et biographique de la Mayenne, Laval, A. Goupil, 1900-1910 [détail des éditions] (BNF 34106789, présentation en ligne)
- Bernard Sonneck, Les Décorés de la Légion d'honneur de la Mayenne, vol. 1, Éditions Régionales de l'Ouest, 2007, p. 221.
- Auguste Guays des Touches, Notes historiques sur le collège de Château-Gontier, parues dans la Semaine du Fidèle du Mans, 1872, avec une seconde partie manuscrite.
- Célestin Port, Dictionnaire de Maine-et-Loire, t. II, p. 363.
- Revue du Maine, t. III, p. 111.
- Archives départementales de la Mayenne, 1 M 487.